# Подбрђе (Котор Варош)
Подбрђе је насељено мјесто у Босни и Херцеговини, у општини Котор Варош, ентитет Република Српска. Према прелиминарним подацима пописа становништва 2013. године, у насељу је живјело 263 становника.

## Становништво
Према попису становништва из 1991. године, мјесто је имало 775 становника.
| Демографија | Демографија | Демографија |
| Година      | Становника  | Становника  |
| ----------- | ----------- | ----------- |
| 1961.       | 656         |             |
| 1971.       | 715         |             |
| 1981.       | 733         |             |
| 1991.       | 775         |             |
| 2013.       | 263         |             |